# Société royale linnéenne et de Flore de Bruxelles
La Société royale linnéenne et de Flore de Bruxelles est une société consacrée à la botanique et à la pomologie fondée en 1935 de la fusion de la Société royale de Flore de Bruxelles avec la Société royale linnéenne de Bruxelles.
Cette société est en fait beaucoup plus ancienne et en l'état actuel de nos connaissances historiques, le plus ancienne société paysagère et horticole de la francité.

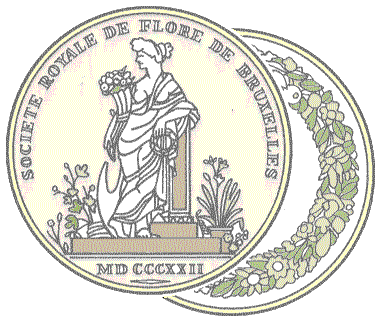

Au milieu du XVIIe siècle, elle se déclinait sous le nom de Confrérie de Sainte-Dorothée. Son activité est déjà cité en 1640 avec prix, expositions florales et une modification de ses statuts en 1650.
Quand le 7 février 1661 elle se met sous la protection de la 'patronne' des jardiniers, Sainte Dorothée, elle est reconnue officiellement par L'Archevêque de Malines puis par le pape Alexandre VII à Rome.
Cette 'Société' porte actuellement le nom d'Académie Royale Linnéenne et de Flore (ARLFl), depuis l'été 2017 à la suite de son rapprochement des Écoles d'horticulture les plus renommées que ses ancêtres ont contribué activement à créer : Vilvorde en 1849 et puis Gembloux dès 1969.